# Merkonom ADM
Merkonom ADM (Advanced Diploma in Management) er en mindst 3 årig videregående certificeret uddannelse inden for fx markedsføring, regnskab, personaleadministration eller virksomhedsledelse med dokumenteret  ledelseskompetence i relation hertil (mindst 3 års kompetence). Certificeringsordningen blev etableret af Dansk Merkonomforening i 1986. Formålet med etableringen af ordningen var at give et retvisende billede af antallet af merkonomer med en bestået uddannelse,
samt anvendt speciale på ledelsesniveau.